# Ładoga
Ładoga (ros. Ладожское озеро (Ładożskoje oziero), fiń. Laatokka, wep. Ladog, Ladoganjärv, oło. Luadogu), dawniej Newo – największe jezioro leżące w całości w Europie (większe jest leżące częściowo w Europie Morze Kaspijskie), położone w Rosji (do 1940 część jeziora należała do Finlandii), na północny wschód od Petersburga. Jego powierzchnia to 17 891 km² (z wyspami 18 135 km²) i jest czternastym co do powierzchni słodkowodnym jeziorem na świecie. Należy do zlewni Morza Bałtyckiego, Oceanu Atlantyckiego. Jego objętość wynosi 838±2,4 km³. Jest ono zatem największym pod względem objętości jeziorem w Europie i piętnastym na świecie.

## Opis fizycznogeograficzny

### Dane podstawowe
Całkowita powierzchnia jeziora to 17 891 km² (bez wysp). Objętość obecnie szacuje się na 837 km³ (wcześniejsze dane mówiły o 908 km³). Maksymalna rozciągłość południkowa to 219 km, natomiast równoleżnikowa 119 km, przy średniej rozciągłości wynoszącej 82 km. Największa głębia położona jest w północno-zachodniej części (230 m), natomiast średnia głębokość jeziora to 51 m, według innych źródeł 46,9.
W południowej części znajdują się trzy duże zatoki: Świrowska (o średniej głębokości 3 m), Wołchowska (głębokość 8 m) i Szlisselburska (głębokość 4 m). Większość z 660 wysp, które znajdują się na Ładodze, znajduje się w północnej jej części. Największe z nich to Rijekkałansari (ros. Риеккалансари, fin. Riekkalansaari; 55,3 km²), Mantsinsari (ros. Мантсинсаари, fin. Mantsinsaari; 39,4 km²), Kilpoła (ros. Кильпола, fin. Kilpolansaari; 32,1 km²), Tułołansari (ros. Тулолансари, fin. Tulolansaari; 30,3 km²) i Wałaam (ros. Валаам, fin. Valamo; 27,8 km²).
Wzdłuż brzegów jeziora biegnie Kanał Nowoładoski, który jest częścią Kanału Wołżańsko-Bałtyckiego. Jezioro jest oddzielone od Zatoki Fińskiej Przesmykiem Karelskim. Wody jeziora łączą się z Zatoką Fińską rzeką Newa. Przez jezioro biegnie droga wodna Kanału Białomorsko-Bałtyckiego.
Miasta położone na brzegach Ładogi to w okolicach Petersburga: Prioziersk, Nowa Ładoga i Szlisselburg oraz w Karelii: Sortawała, Pitkiaranta i Łachdienpochja. Jezioro jest żeglowne.

### Dno i wybrzeże

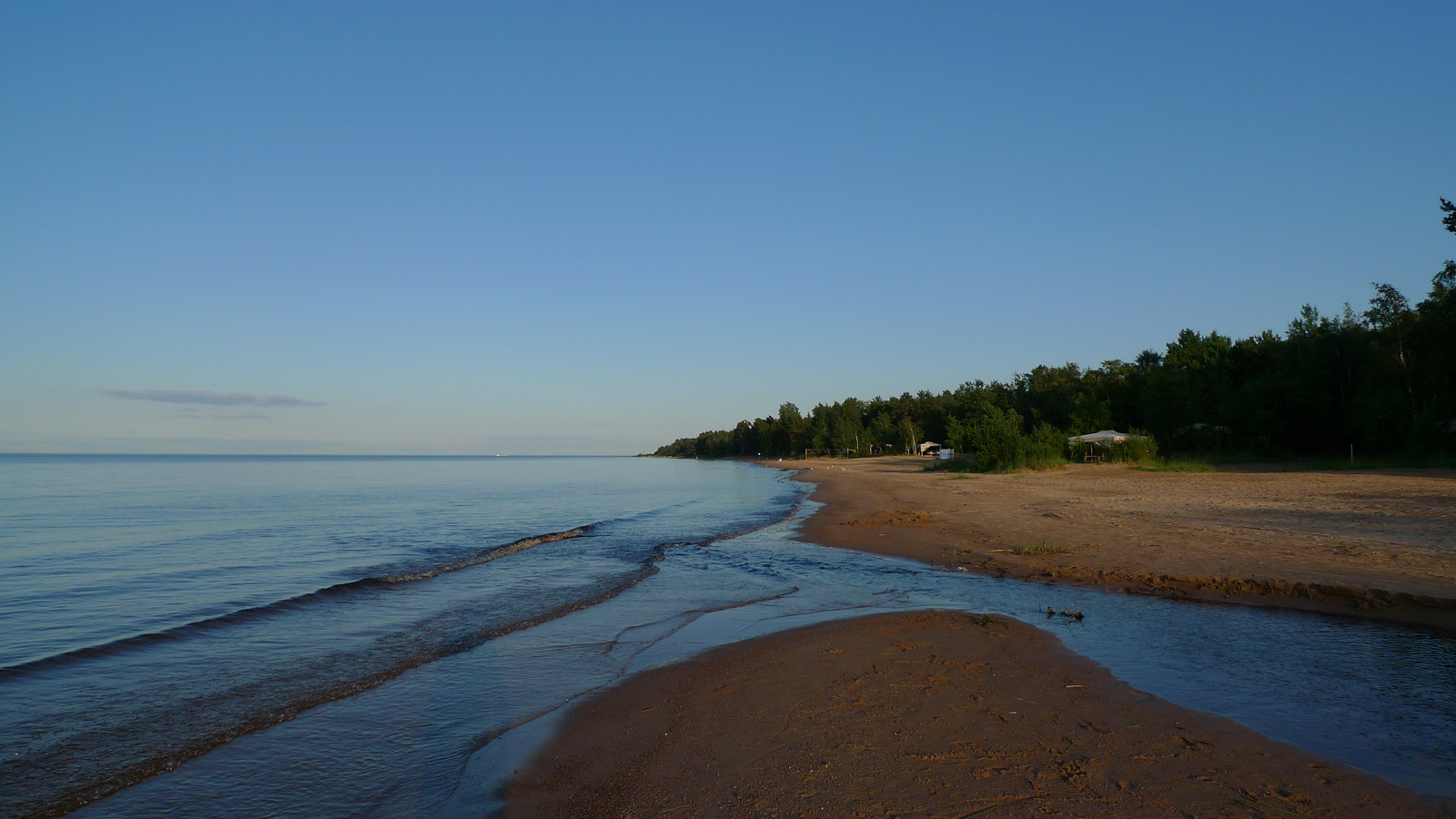
Wybrzeże niskie Ładogi

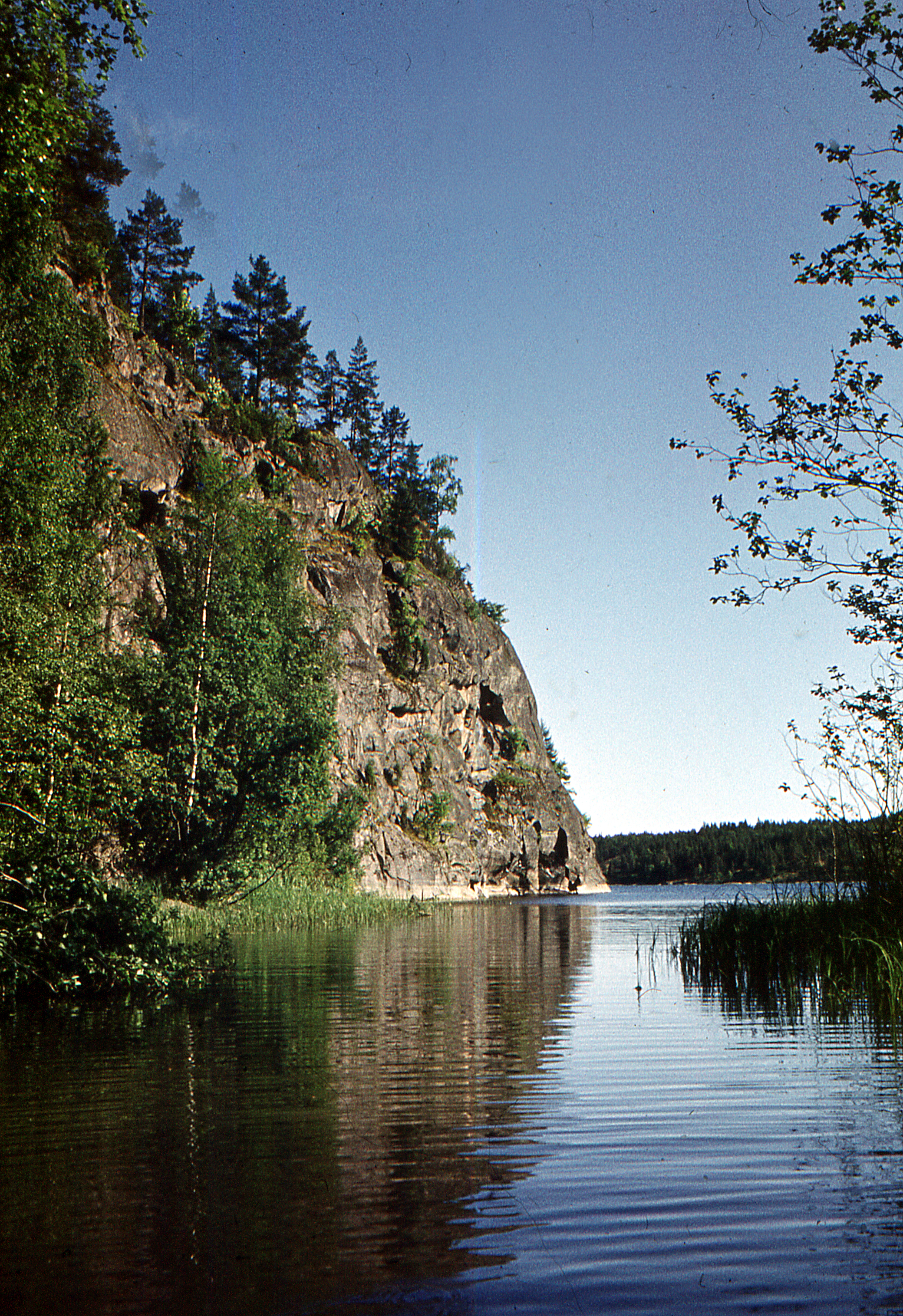
Wybrzeże wysokie Ładogi

Jezioro jest pochodzenia tektonicznego, ale w czwartorzędzie zostało przekształcone przez działania lodowca. Długość linii brzegowej to 1570 km. Na północnym brzegu wybrzeże jest wysokie, przeważnie skaliste. Wynika to z tego, że północna część znajduje się na brzegu tarczy bałtyckiej. Skały charakterystyczne dla tej części wybrzeża to: granity, gnejsy, czwartorzędowe łupki. Wybrzeże typu szkierowego. Wyspy znajdujące się w tej części jeziora są zalesione. W kierunku południowym tarcza bałtycka chowa się pod Platformę wschodnioeuropejską. Na południowym brzegu przeważają wybrzeża niskie, porośnięte wierzbami i olchami. Znajduje się tu także wiele piaszczystych plaż, występują też wydmy porośnięte sosnami, a także bagna. W północnej części jezioro ma znacznie większą głębokość, a budowa dna jest bardzo skomplikowana – występują ponad 100-metrowe głębie poprzedzielane płyciznami, natomiast w południowej, średnia głębokość oscyluje wokół 10 m. W głębszych częściach jeziora dno jest muliste, a w południowej, płytszej części, na przeważającym obszarze jest zbudowane z piasków i głazów. Wzdłuż wybrzeża licznie występują głazowiska.
Do zarastania brzegu przyczynia się głównie trzcina pospolita (Phragmites australis). Występuje ona wzdłuż 72% długości linii brzegowej.

### Klimat
Jezioro Ładoga znajduje się na granicy trzech rodzajów klimatu umiarkowanego. W przeważającej części jest to klimat chłodny kontynentalny, w południowej części występuje klimat ciepły kontynentalny, a w południowo-zachodniej – ciepły przejściowy. Średnia temperatura lutego waha się między –8 a –10 °C, zaś lipca od 16 do 17 °C. Przeciętne opady to 550 mm rocznie. Najmniejsza miesięczna ilość opadów przypada na luty – marzec (24 mm), największa jest notowana we wrześniu (58 mm). W ciągu roku średnio 62 dni są słoneczne, nad jeziorem dominują dni pochmurne, powietrze jest mało przejrzyste. Przyczynia się to do małego odparowywania wody (mało energii słonecznej jest dostarczane do wody). Zimą wilgotność sięga nawet 85–90% (średnia miesięczna) – latem wynosi ona około 65–75%. Roczna suma promieniowania słonecznego wynosi 3156 MJ/m², natomiast średnie roczne promieniowanie waha się od 25 MJ/m² w grudniu do 686 MJ/m² w czerwcu.
Długość dnia waha się od 5 godzin 51 minut podczas przesilenia zimowego do aż 18 godzin i 50 minut podczas przesilenia letniego. Nad Ładogą w okresie od 25 maja do 17 lipca można obserwować zjawisko białych nocy.

### Dane hydrologiczne
Jezioro oligo- i mezotroficzne: zróżnicowane ukształtowanie dna jeziora, duża objętość jeziora oraz różny charakter zlewni odprowadzających wodę do poszczególnych części jeziora powodują, że istnieją pomiędzy nimi różnice trofii wody. W centralnej części jezioro jest oligotroficzne, w basenach bliższych brzegu, zwłaszcza w południowej części, ma więcej cech jeziora mezotroficznego. Ładoga jest jeziorem holomiktycznym i dimiktycznym – jego wody mieszają się całkowicie dwukrotnie w ciągu roku. Stratyfikacją termiczna typowa dla jezior dimiktycznych, pomiędzy poszczególnymi basenami jeziora istnieją niewielkie różnice w stratyfikacji. Metalimnion (środkowa, przejściowa warstwa wody w jeziorach – miejsce skoku termicznego, stężenia tlenu i innych substancji) znajduje się latem na głębokości 30–40 m. Poniżej termokliny temperatura spada bardzo szybko i latem przy dnie wynosi 4–5 °C.

#### Bilans wodny, wahania poziomu
Jezioro Ładoga jest stałe i przepływowe. Jezioro jest zasilane głównie przez rzeki (85%), ponadto opady (13%) oraz wody podziemne (2%). Większość wody płynie głównymi dopływami: Świrem, Wołchowem i Vuoksi – średnio 66,4 km³. W sumie do Ładogi wpływają 32 rzeki. Całkowity wpływ wody z rzek wynosi 71,2 km³. Ekstrema osiągnięte zostały w 1940 roku (minimum, 37,8 km³) oraz w 1958 (maksimum, 89,6 km³). Największa część rocznego wpływu jest realizowana wiosną – 35,5%, najmniejsza latem – 16,3% (Ivanov, Kirillova, 1966). Powierzchnia bezpośredniego spływu powierzchniowego to 80,1 km³ i jest zbyt mała, aby wpływać na bilans wodny. W rozważanym cyklu rocznym udział wpływów z rzek, opadów i wód podziemnych sięga 83-89% natomiast retencji 11–17%. O takim rozkładzie wpływów decyduje ogromna powierzchnia zlewni jeziora.
Odpływ w większości jest realizowany poprzez jedyny odpływ rzeczny – Newę (92%) – na poziomie 78,1 km³, pozostałe 8% to parowanie wody z powierzchni jeziora. Ekstrema osiągnięte zostały w 1940 roku (minimum, 42,4 km³) oraz w 1958 (maksimum, 100,4 km³). Odpływ jest praktycznie równo rozłożony ze względu na pory roku.
Najwyższy zanotowany średni roczny poziom wody w jeziorze wynosił 6,2 m (1940). Najniższa średnia wysokość nad poziomem morza wystąpiła w 1924 roku – 3,64 m. Zmiany wysokości tafli nad poziomem morza są płynne. Różnica pomiędzy najwyższym poziomem w czerwcu-lipcu a najniższym w grudniu-styczniu wynosi zazwyczaj 0,69 m. Największa odnotowana amplituda podczas liczącej już 150 lat historii pomiarów wyniosła 3,22 m – w 1962 roku. Czas retencji to 11 lat.

#### Zmiany temperatury wody i pokrywa lodowa
Temperatura w jeziorze różni się w zależności od jego części. W sierpniu przy powierzchni waha się od 16 do 25 °C, przy dnie osiągając od 2 do 2,5 °C. Biologiczne lato definiowane jako część roku o temperaturze na powierzchni wody powyżej 10 °C trwa od 70 dni w północnej części do 130 dni w zatokach w południowej części. W zimie przy dnie temperatura wynosi między 4 a 5 °C.
Wody przybrzeżne i zatoki Ładogi zamarzają na początku grudnia, według innych źródeł na początku listopada – średnio od 24 listopada, natomiast otwarte wody zależnie od roku w styczniu lub lutym. Pokrywa lodowa utrzymuje się średnio 172 ±3 dni (najdłużej 203 dni w 1976 roku). Średnio 95% powierzchni jeziora pokryte jest lodem od 13 lutego do 24 marca. Przeciętna grubość lodu utrzymuje się na poziomie 50–60 cm, w najgrubszych miejscach dochodząc nawet do 100 cm. Lód w centralnej części utrzymuje się do końca marca, natomiast w północnej części nawet do maja. Roztopy postępują w odwrotnej kolejności niż zamarzanie. Większość lodu topi się do wód samego jeziora, do rzeki Newy spływa niewielka część – od 1 do 5%.

#### Właściwości fizykochemiczne wody
Przejrzystość wody, mierzona za pomocą krążka Secchiego: 3–4 m latem, wiosną do 8–9 m w północnym basenie, w części południowej mniejsza – latem do 2–3 m. Woda w Ładodze ma lekko brązowo-żółty odcień. Zasolenie wody wynosi 0,06‰. Woda jest miękka, o odczynie zbliżonym do obojętnego, jej pH jest w granicach od 6,4 do 7,1 lub według innych źródeł 7,2–7,6. W zimie stężenie rozpuszczonego tlenu wynosi 14–15 mg/l, latem: 10–11 mg/l, w głębinach 12–13 mg/l. Średnie stężenie azotu w wodzie wynosi 650 μg/l. Średnie stężenie fosforu w wodzie wynosi 17 μg/l. Znaczny wzrost stężenia fosforu odnotowano po roku 1980 – przyczynami kilkukrotnego wzrostu stężenia tego pierwiastka były działalność przemysłowa i odprowadzane do jeziora ścieki – głównie poprzez Wołchow. Stężenie fosforu w wodach jeziora wzrosło wówczas do 26 μg/l – w następnych dekadach stopniowo malało na skutek poprawy warunków i dbania o środowisko. Średnie stężenie chlorofilu „a” w wodzie to 4–6 mg/m³.
| Jon                   | HCO3− | SO42− | Cl−   | Ca2+  | Mg2+  | K+    | Na+   | SUMA |
| --------------------- | ----- | ----- | ----- | ----- | ----- | ----- | ----- | ---- |
| Gramorównoważnik [mg] | 0,482 | 0,214 | 0,181 | 0,454 | 0,222 | 0,187 | 0,036 |      |
| Stężenie [mg/l]       | 29,4  | 10,3  | 6,4   | 9,1   | 2,7   | 4,3   | 1,4   | 63,4 |

#### Zlewnia
Powierzchnia zlewni Ładogi wynosi 276,000 km². Na jej terenie znajduje się około 50 000 jezior i 3500 rzek dłuższych niż 10 km. Można wyróżnić dwie odmienne części – północną (położoną na tarczy bałtyckiej) i południową (na Platformie wschodnioeuropejskiej). Dla obu części charakterystyczna jest płytka warstwa osadów czwartorzędowych. Topografia terenu jest w głównej mierze wynikiem ostatnich zlodowaceń – krajobraz jest typowo młodoglacjalny. Wysokości bezwzględne wahają się od 5 do 300 m. Całość zlewni leży w strefie tajgi. Na jej terenie znajduje się 50 000 jezior i 48 000 rzek (o łącznej długości 126 500 km).
Obszar zlewni dzielą między sobą trzy państwa – Rosja (80% powierzchni), Finlandia (19,9%) i Białoruś (0,01%).
Z geograficznego punktu widzenia zlewnię Ładogi można podzielić na 4 części:
- Świr-Onega – 83,2 tys. km², jeziorność 16,7%, 10 570 cieków (34 475 km)
- Wołchow-Ilmen – 80,2 tys. km², jeziorność 3,4%, 24 841 cieków (59 921 km)
- Vuoksi-Saimaa – 66,7 tys. km², jeziorność 19,8%
- samo jezioro

Jeziorność za (Kudersky et al., 2000); liczba rzek za (Grigoryev, Gritsevskaya, 1959; Istomin, Yakovlev, 1989).
Na terytorium zlewni Ładogi żyje prawie 4 mln osób (w tym 2,7 mln w miastach). W rosyjskiej części gęstość zaludnienia to 12,4 osób na km² (Rumyantsev, Drabkova, 2007). W dorzeczu Wołchowa – 40 osób/km² oraz w zlewni rzeki Siaś – 20 osób na km² (Raspletina, Susareva, 2006).

#### Zjawiska meteorologiczne
W ciągu roku notuje się od 15 do 20 dni z burzami z piorunami. Bardziej obfite deszcze spadają od kwietnia do września (a w północnej części od maja do września). Średnio miesięcznie notuje się od 1 do 7 dni z takim zjawiskiem.
Zamiecie obserwowane są od października do kwietnia. W tym okresie liczba dni z zamieciami waha się między 1 a 10. Burze śnieżne najczęściej zdarzają się w styczniu i lutym.
Refrakcje, podczas których widoczność polepsza się do 2–3 razy, są częstym zjawiskiem podczas lata. Miraże występują stosunkowo rzadko.
Trąby powietrzne osiągają do 15 m i powstają przeważnie tylko w północnej części jeziora.

## Historia

### Etymologia nazwy
W „Powieści minionych lat” z XII wieku autor używa określenia „wielkie jezioro Newa”. Zauważalny jest związek nazwy jeziora z oznaczeniem rzeki Newa, która swą nazwę wzięła prawdopodobnie od fińskiego słowa Neva – „bagno”. Z kolei w skandynawskich sagach i umowach miast Hanzy jezioro określane było jako Aldoga (por. fin. Aalto – „fala”).
Od początku XIII wieku weszło do użycia określenie Ładoga, które wiąże się z taką samą nazwą miasta, ale i rzeki. Do niedawna nie było jasne, która z nazw powstała jako pierwsza. Nazwa miasta może wywodzić się od nazwy jeziora Ładoga (w fińskim. aaldokas, aallokas – niepokojące; od Aalto – fala), albo od rzeki Ładoga (obecnie Ładożka lub Elena), której nazwa wywodzi się z fińskiego Alode-Joki, gdzie alode, aloe – nizinny i joki – rzeka.
Według Tatiany Jackson, kolejność powstawania nazw była następująca: najpierw rzeka, potem miasto i na końcu jezioro. Od nazwy rzeki w fińskim (Alodejoki) pochodziła nazwa w staronordyjskim – Aldeigja. Ta zaś została następnie zapożyczona i przekształcona przez Słowian przez przestawkę ald → lad tworząc w języku staroruskim formę Ladeigja, a ostatecznie Ladoga. Pośrednictwo ówczesnych mieszkańców Szwecji przy zapożyczeniu nazwy z fińskiego przez Słowian jest potwierdzone przez archeologów. Skandynawowie w okolicy Ładogi po raz pierwszy pojawili się na początku lat 50. VII wieku, czyli na kilka lat przed Słowianami.
Eugene Helimski proponuje germańską etymologię. Jego zdaniem, główną nazwą jest ta jeziora – od staronordyjskiego Aldauga – morze. Ta nazwa została poprzez pośrednią formę Aldaugja przekształcona do postaci Aldeigija i analogicznie do teorii Tatiany Jackson została zapożyczona przez Słowian i przekształcona poprzez przestawkę ald → lad.

### Historia geologiczna

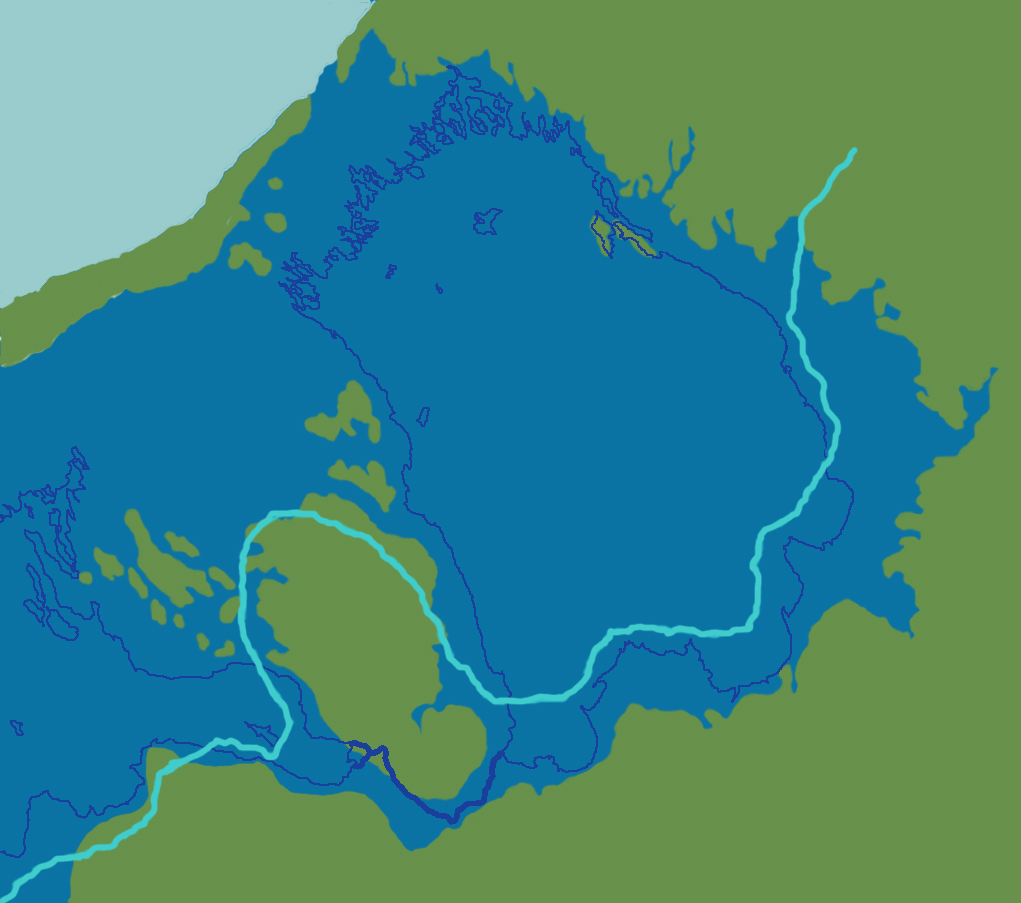
Jezioro Ładoga jako część Bałtyckiego Jeziora Lodowego ok. 11 200–10 500 BP

Interglacjał po zlodowaceniu północnopolskim na terenie jeziora Ładoga miał miejsce między 11 500 a 12 500 BP. Początkowo jezioro to było częścią Bałtyckiego Jeziora Lodowego (znajdowało się ono 70–80 m powyżej ówczesnego poziomu morza). Jest możliwe, aczkolwiek nie pewne, że Ładoga była odizolowana od następnego stadium Morza Bałtyckiego, czyli Morza Yoldiowego (10 200–9500 BP). Jezioro Ładoga łączyło się z ówczesnym stadium Morza Bałtyckiego poprzez rzekę lub cieśninę aż do utworzenia się rzeki Newa, być może i dłużej do XII wieku.
W 9500 BP poprzez rzekę Świr powstało połączenie między Ładogą a Onegą. Pomiędzy 9500 a 9100 BP podczas transgresji Jeziora Ancylusowego Ładoga z całą pewnością stała się częścią Onegi. Podczas następnej recesji około roku 8800 BP jezioro zostało ponownie odizolowane.
W wyniku podniesienia się tarczy bałtyckiej, Ładoga uległa transgresji w stronę południa. Według niepotwierdzonych hipotez pomiędzy 7500–5000 BP wody jeziora Ładoga okazjonalnie mieszały się ze słonowodnym stadium Morza Bałtyckiego – Morzem Litorynowym. Około 5000 BP wody z jeziora Saimaa przerwały Salpausselkä, tworząc nową rzekę – Vuoksi wpływającą do Ładogi w jej północno-zachodniej części. W wyniku tego wydarzenia poziom Ładogi podniósł się o 1–2 m.
Newa powstała, kiedy wody Ładogi przebiły się do dolnego biegu rzeki Żory między 4000 a 2000 BP. Nowe badania wykazują, że było to 3,410–3,250 BP.

### Jezioro w czasach historycznych

#### Do XX wieku
W średniowieczu przez Ładogę przebiegał szlak handlowy „Od Waregów do Greków”. We wsi Stara Ładoga założonej w 753 r. przez fińskich kupców znajdował się emporion.
Później jezioro było w kręgu zainteresowań Szwecji i Nowogrodu (Wojny szwedzko-nowogrodzkie). W 1164 przez jezioro Ładoga przepłynęła silna flota szwedzka pobita później pod Starą Ładogą. W 1317 roku Nowogród zbudował ważną twierdzę – Szlisselburg (stojące współcześnie w tym miejscu miasto to Szlisselburg) nad Ładogą. Ważne fortyfikacje znajdowały się też w Korelii. W wyniku pokoju w Nöteborgu zawartego 12 sierpnia 1323 roku Ładoga w całości znalazła się pod władzą Nowogrodu.
W latach 1611–1715 na największej z wysp Ładogi – Wałaam powstał stauropigialny Monastyr Wałaamski. W 1578 r. mnisi z klasztoru zostali zabici przez luterańskich Szwedów. Monaster został następnie reaktywowany, ponownie zamknięty po rewolucji październikowej i zwrócony Rosyjskiemu Kościołowi Prawosławnemu w 1989. Inny ważny klasztor – Monaster Koniewski położony na wyspie Koniewiec został założony przez mnicha Arseniusza ze wspólnoty wałaamskiej.
Podczas wojen inflanckich ponownie prowadzono działania wojenne na lądzie oraz na samym jeziorze. W 1617 w wyniku pokoju w Stołbowie północna i zachodnia część jeziora znalazły się na terenie Szwedzkiej Ingrii. W czasie Wielkiej Wojny Północnej na jeziorze toczyły się zmagania flot szwedzkiej i rosyjskiej. W 1702 roku miejsce miała bitwa morska pod Kexholmem, a 11 października 1702 w wyniku desantu zdobyta przez Rosjan została twierdza w Noteburgu (później Szlisselburg) położonym na wyspie u wypływu Newy z Ładogi. W 1721 w wyniku pokoju w Nystad całe jezioro ponownie znalazło się na terytorium Rosji. Żeby usprawnić żeglugę po jeziorze, w latach 1718–1731 zbudowano Kanał Staroładoski między Newą a Wołchowem. Zamiast pogłębiać istniejący kanał, w latach 1861–1866 zbudowano nowy Kanał Nowoładoski. Między rokiem 1812 a 1940 jezioro było podzielone pomiędzy Finlandię i Rosję.

#### Pierwsza połowa XX wieku
Zgodnie z warunkami fińsko-sowieckiego traktatu w Tartu z 14 października 1920 ograniczono militaryzacje jeziora. Jednakże oba państwa utrzymywały na jeziorze swoje floty. Po wojnie zimowej jezioro Ładoga w całości przynależało do Związku Radzieckiego. Wojna kontynuacyjna (1941–1944) toczona była również na i wokół Ładogi. W działaniach prowadzonych bezpośrednio na jeziorze brały udział oprócz flot fińskiej i radzieckiej (Flotylla Ładoska) również statki włoskie i niemieckie. W tych okolicznościach przez większą część oblężenia Leningradu przez jezioro Ładoga prowadziła jedyna możliwa droga do zaopatrzenia miasta dzięki temu, że część wybrzeża nadal pozostała w rękach sowietów. Droga Życia, jak nazywano to połączenie w czasie II wojny światowej, umożliwiała transport ludzi (1 376 000) i towarów (1 600 000 t). W zimie transport odbywał się po zamarzniętej tafli jeziora ciężarówkami, w lecie zaś łodziami. Największą bitwą na jeziorze Ładoga była próba desantu i zdobycia przez siły Osi wyspy Suho (Sucho) – 22 października 1942 r..
Po zakończeniu II wojny światowej Finlandia musiała oddać Sowietom całą Karelię w tym jezioro Ładoga, które ponownie stało się wewnętrznym akwenem Związku Radzieckiego.

#### Druga połowa XX wieku
Jezioro podzielone jest między Republikę Karelii i obwód leningradzki. Dnia 7 marca 1996 dwóch Polaków – Andrzej Śmiały i Krystian Ignas po raz pierwszy przeszło jezioro Łagoda w poprzek po lodzie na nartach. Pierwszy z nich opisał to w swojej książce – „Przejść Ładogę”.

### Historia badań jeziora
Jezioro Ładoga pojawia się na jednej z pierwszych map Europy wschodniej Sebastiana Münstera z 1544 roku. W 1600 roku jest oznaczone na mapie opracowanej przez Fiodora II Borysowicza (Godunowa). Na początku XVIII wieku opracowano „mapę jeziora Ładoga i kanału”, która ukazywała linię brzegową, a także trasy żeglugi.
W latach 1763–1765 miała miejsce wyprawa pod przewodnictwem kapitana-lejtnanta D. Sielaninowa badająca centralną część jeziora i wybrzeża w pobliżu Szlisselburga. Pozostała część jeziora została zbadana tylko powierzchownie. Opracowana wówczas mapa nie została opublikowana. Badania kontynuowali hydrografowie M. Fondiezin i J.J. Mordwinow. Opierając się na tych ekspedycjach, w 1812 roku rosyjska admiralicja opracowała pierwszą pełną mapę jeziora Ładoga. W 1858 roku Ministerstwo Marynarki zarządziło przeprowadzenie dokładniejszych badań, które prowadzono pod przewodnictwem kapitana A.P. Andriejewa. Trwały one do 1866 roku. W 1876 roku rozpoczęto również obserwacje zmian poziomu wody.
W 1930 roku ponownie badano jezioro przy użyciu metod geodezyjnych. W latach 50. i 60. systematycznie zwiększano liczbę informacji na temat jeziora, co doprowadziło do wydania nowszych map w skali 1:10 000. Od 1956 Instytut Limnologii Rosyjskiej Akademii Nauk utworzył 114 punktów obserwacyjnych, zbierających różne dane na temat Ładogi, z zakresu hydrologii, hydrochemii, procesów hydrobiologicznych i ekologii jeziora. Przeprowadza się kompleksowe badania mające na celu zbadanie stanu ekosystemu w zależności od zwiększenia antropopresji, a także prognozy jego dalszego rozwoju przy różnych poziomach fosforu w ekosystemie.
Po roku 1991 przeprowadzono badania nad funkcjonowaniem ekosystemu wodnego, opracowano ramy ekologicznego i chemiczno-toksykologicznego monitorowania jeziora. Oprócz Instytutu Limnologii Rosyjskiej Akademii Nauk i Służby Hydrograficznej Marynarki Wojennej Rosji, w badaniach jeziora Ładoga uczestniczą m.in. Siewiero-Zapadnoj Rosgidromiet, Instytut Problemów wody w Północnej Karelii, Komitet Ochrony Środowiska Republiki Karelii, rosyjski Instytut Badań Geologicznych. Rezultatem tych różnorakich badań jest Atlas „Jezioro Ładoga” opublikowany w 2002 r.
Od 2002 r. na jeziorze Ładoga realizowany jest projekt „Tajny zatonuwszych korablej”. Dzięki niemu zaprezentowano rozmieszczenie odnalezionych wraków statków i samolotów. Dzięki warunkom panującym w jeziorze ich stan jest bardzo dobry.

## Biocenoza

### Fitoplankton
Jezioro od lat 60. ulegało eutrofizacji. Przed tym okresem zagęszczenie fitoplanktonu było niewielkie, jezioro miało cechy jeziora oligotroficznego. Znaczny wzrost stężenia fosforu (jeden z pierwiastków biogennych) ułatwił rozwój fitoplanktonu, jego zagęszczenie, biomasa i produkcja pierwotna szybko wzrastały. Do roku 1980 zagęszczenie fitoplanktonu zwiększyło się na tyle, że jezioro zyskało charakter jeziora mezotroficznego. Procesy hydrobiologiczne zachodzące w jeziorze w ostatnich latach cechuje stabilność. Ogromna objętość wody w jeziorze i dość wolna jej wymiana stabilizują zmiany zachodzące w jeziorze, w tym proces eutrofizacji. Także warunki panujące w strefie litoralnej i w zatokach na południu jeziora mają znaczący wpływ na utrzymanie czynników biotycznych stabilizujących cały ekosystem jeziora.
Skład gatunkowy fitoplanktonu w jeziorze zmienia się wraz z upływem pór roku. Wiosną rozwijają się głównie okrzemki: Aulacosira islandica i Diatoma elogatum. Na większej głębokości, gdzie woda ogrzewa się znacznie później, sukcesja fitoplanktonu jest opóźniona w stosunku do płytszych, cieplejszych warstw – dominują tam okrzemki Asterionella formosa i Diatoma elogatum. Letnie gatunki stają się liczniejsze w płytszych rejonach już w okolicach połowy czerwca, natomiast w głębszych miejscach na początku lipca. Latem fitoplankton jest bardziej zróżnicowany niż na wiosnę. Gdy wskutek antropopresji zaczęło dochodzić do zmian trofii jeziora, pojawiły się gatunki charakterystyczne dla jezior eutroficznych, takie jak sinice – Oscillatoria tenuis, Oscillatoria planctonica, Microcystis aeruginosa. Obecnie w dalszym ciągu występują gatunki charakterystyczne dla jezior o umiarkowanej i podwyższonej trofii: okrzemki Fragilaria crotonensis, algi Tribonema depauperatum, sinice Aphanizomenon flos-aque i Woronichinia naegeliana. Jesienią występują gatunki, które są obecne przez cały rok (Aulacosira islandica, Diatoma elogatum) oraz gatunki charakterystyczne dla późnego lata.

### Zooplankton
Zooplankton jeziora Ładoga cechuje duża różnorodność. W środkowej części jeziora najczęściej spotykane są wrotki: Asplanchna priodonta, Conochilus unicornis, Kellicotia longispina, Notholca caudata, Keratella cochlearis, wioślarki: Bosmina longispina, Bosmina kessleri, Daphnia cristata, Bythotrephes cederstroemii oraz widłonogi: Mesocyclops leuckarti, Mesocyclops oithonoides, Cyclops lacustris i Limnocalanus macrurus. Te same gatunki (z wyjątkiem Cyclops lacustris i Limnocalanus macrurus) można spotkać u wschodnich i zachodnich wybrzeży. W południowych zatokach z powodu odmiennych warunków – m.in. większej trofii, częstsze są inne gatunki tj. Limnosida frontosa i Daphnia cucullata. W północnych wodach szkierowego wybrzeża występują: Trichocerca cylindrica, Chydorus sphaericus i Bosmina longirostris.

### Makrofauna

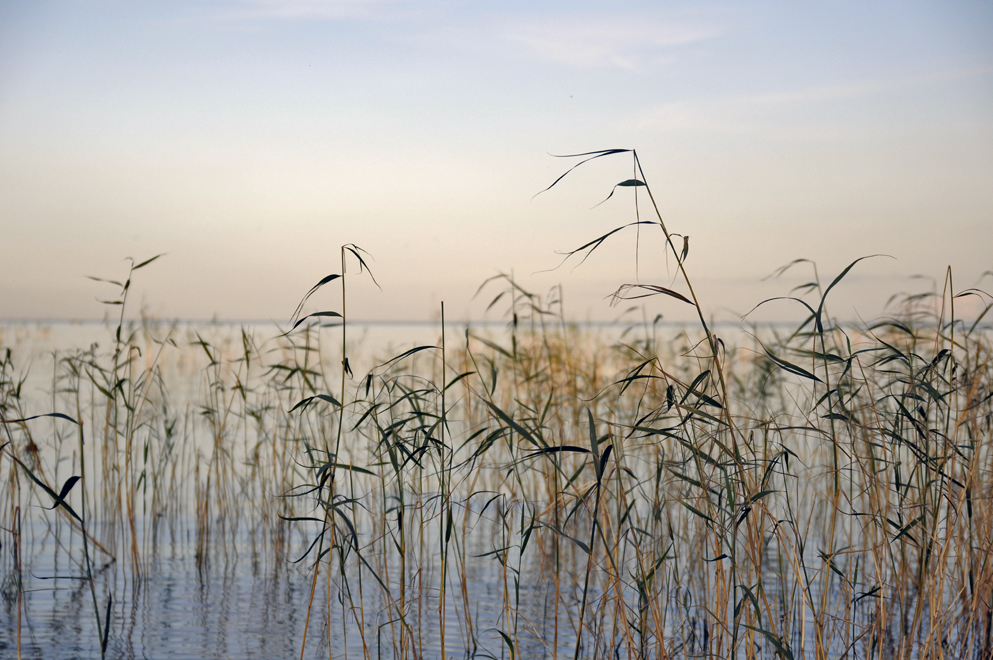
Trzcina pospolita u brzegu Ładogi w Vaganovo

W jeziorze Ładoga występuje 48 gatunków ryb Wśród nich są m.in. ryby z rodzaju Rutilus, leszcz, jazgarz, sandacz, okoń, endemiczna „nacja” (łac. natio), stynki (Osmerus eperlanus eperlanus natio ladogensis Berg)), osiem gatunków z rodzaju Coregonus, w tym dwie odmiany sielawy europejskiej (Coregonus albula ladogensis Berg), a także gatunki z rodziny łososiowatych oraz zagrożona wyginięciem bieługa.
W Ładodze żyje endemiczny podgatunek nerpy obrączkowanej – Proca hispida ladogensis (Nordquiest, 1899). Obecnie jego liczebność wynosi około 5000 osobników (wobec 30 000 na początku wieku). Do spadku liczby fok przyczynił się człowiek poprzez polowania. Od 1980 roku gatunek ten jest chroniony. Jest wpisany w Czerwone Księgi Gatunków Zagrożonych – wschodniej Fennoskandii, Rosji i Republiki Karelii.
Stwierdzono występowanie gatunków, będących reliktami glacjalnymi: Pontoporeia affinis, Pallasea quadrispinosa, Gammaracantus loricatus.

### Flora
Najbardziej rozpowszechnionym gatunkiem występującym na brzegu Ładogi jest trzcina pospolita (Phragmites australis). W jeziorze występuje około 80 gatunków roślin wodnych i bagiennych. Obficie występują: skrzyp bagienny (Equisetum fluviatile), rdestnica przeszyta (Potamogeton perfoliatus), rdestnica trawiasta (P. gramineus) i rdest ziemnowodny (Polygonum amphibium).

## Znaczenie gospodarcze
Ładoga będąc jeziorem żeglownym, jest częścią dróg wodnych: Kanału Wołżańsko-Bałtyckiego i Kanału Białomorsko-Bałtyckiego. Najbardziej intensywny ruch statków odbywa się na południe od jeziora – od rzeki Newy do rzeki Świr. Na jeziorze nierzadko mają miejsce silne burze, zwłaszcza jesienią. Z uwagi na bezpieczeństwo statków pasażerskich ruch może zostać czasowo zabroniony.
Od powstania miasta Petersburga Jezioro Ładoga było integralną częścią systemu transportu wodnego północnej Rosji. W celu zapewnienia bezpieczeństwa żeglugi wzdłuż południowego brzegu jeziora znany hydrotechnik, którego prace były wysoko cenione przez cara Piotra I – Burkhard Christoph von Münnich wybudował kanał, nazwany później Kanałem Staroładoskim. Następnie, by usprawnić przemieszczanie się statków wzdłuż południowego brzegu jeziora od Newy do Świru, wybudowano Kanał Nowoładoski, którego długość wynosi 169 km. Obecnie Kanał Staroładoski niemal całkowicie zarósł i wysechł, a Kanałem Nowoładoskim przepływają statki rzeczne, które nie są dostosowane do warunków jeziora. W 2000 roku jeziorem Ładoga przetransportowano około 8 mln ton ładunków. Z Wołgi do Morza Bałtyckiego kieruje się tędy ropę naftową i produkty naftowe (4 mln ton rocznie), surowce chemiczne (0,63), drewno (0,39), materiały budowlane (0,13) i inne towary (0,41). W przeciwnym kierunku transportuje się głównie materiały budowlane (1,2 mln ton rocznie), a także inne towary (1,11). Ponadto przez Jezioro Ładoga transportuje się rocznie około 77 000 pasażerów: 40 000 – w kierunku Wołga – Bałtyk i 37 000 Bałtyk – Wołga.
Z Petersburga, Moskwy, Priozierska i Sortawały odbywają się rejsy turystyczne na wyspy Wałaam i Koniewiec. Podczas rejsów na Wałaam, łodzie znajdują się na środku jeziora tak, że wybrzeże nie jest stamtąd widoczne. Brak regularnych usług pasażerskich na jeziorze rekompensowany jest odbywającymi się kilka razy dziennie na trasach Sortawała – Wałaam, Pitkiaranta – Wałaam i Prioziersk – Koniewiec kursami statków turystycznych, w tym wodolotów.
Jezioro Ładoga służy jako źródło pitnej wody dla Sankt Petersburga. Jego mieszkańcy dziennie zużywają 2,9 mln m³ wody, co daje 1,1 km³ w ciągu całego roku. Z jeziora wodę czerpią również Kronsztad, Prioziersk oraz miasta Karelii.

### Rybołówstwo
Do lat 50. XX wieku połów ryb przeprowadzany był tu na bardzo dużą skalę, co spowodowało jednak znaczne przetrzebienie zasobów i w konsekwencji zmniejszenie wielkości połowów. Jeszcze między 1945–1954 rocznie poławiano nawet 5000 ton ryb. Jednak taka rabunkowa gospodarka doprowadziła do ograniczenia połowów w latach 1955–1963 do 1600 ton rocznie. W 1956 roku zabroniono połowów z wykorzystaniem trału i wprowadzono inne restrykcje. Doprowadziło to do poprawy sytuacji i w latach 1971–1990 poławiano od 4900 do 6900 ton rocznie, osiągając poziom sprzed wojny (1938). Najlepsze łowiska znajdują się w południowej części jeziora, gdzie głębokość waha się między 15–20 m, najmniej zasobne są łowiska położone w północnej części jeziora.
Gospodarcze znaczenie ma około 10 gatunków ryb występujących w Ładodze, z których najliczniej występują sielawa europejska (Coregonus albula) z podgatunku C. albula ladogensis i stynka (Osmerus eperlans). Dość liczne są populacje sandacza (Sander lucioperca) i jeziorowe gatunki z rodzaju Coregonus.

### Surowce mineralne
Dno jeziora Ładoga i jego pobrzeża zawierają różne zasoby mineralne, spośród nich niektóre są wydobywane i wykorzystywane gospodarczo. Znajdują się tu boksyty, wapień, piasek, materiały piaszczyste i żwiry, gliny, skały magmowe i metamorficzne. Obszar jeziora Ładoga składa się z czterech stref strukturalno-metalogenicznych: chalkopirytu i polimetaliczna, miedź-nikiel-żelazo-tytan, wolframu oraz metali rzadkich, a także molibdenu, tytanu, żelaza i miedzi z niklem.
W odniesieniu do bogactwa złóż surowców budowlanych i ceramicznych budowa geologiczna Ładogi jest jednym z najbardziej interesujących, zarówno z punktu widzenia nauki, a także przemysłu wydobywczego terenów w całej Europie północno-wschodniej. Karelia (w tym Ładoga) posiada bogate zasoby materiałów budowlanych. Głównymi odbiorcami tychże są Moskwa, okolice Moskwy (50 mln t) i Sankt Petersburg (22 mln t).
Na obszarze Ładogi eksploatuje się głównie rudy cyny, cynku, kamień naturalny i kamień budowlany. Roczny odzysk kostki granitowej wynosi do 38 000 m³. W ostatnich latach wydobycie znacznie się zmniejszyło z powodu spadku popytu na produkty na rynku krajowym, przestarzałego sprzętu. Wykorzystuje się obecnie około 30% możliwości produkcyjnych.

## Rekreacja
Od 1996 roku wokół jeziora Ładoga odbywają się zawody samochodów terenowych – „Ладога-Трофи”. Rajd zaczynający i kończący się w Sankt Petersburgu słynie ze specjalnej części wokół jeziora, podczas której stosuje się specjalne zasady tak aby nie zniszczyć cennego środowiska naturalnego. W wioskach położonych przy jeziorze można wypożyczyć skutery wodne, łodzie czy sprzęt do windsurfingu. Popularnym specjałem są wędzone ryby sprzedawane w wielu miejscach nad jeziorem.
Wokół Ładogi znajduje się kompleks upamiętniający oblężenie Leningradu i Drogę Życia – składa się na niego 7 pomników oraz 46 słupów przy drogach i 56 przy torach kolejowych.

## Ładoga w kulturze

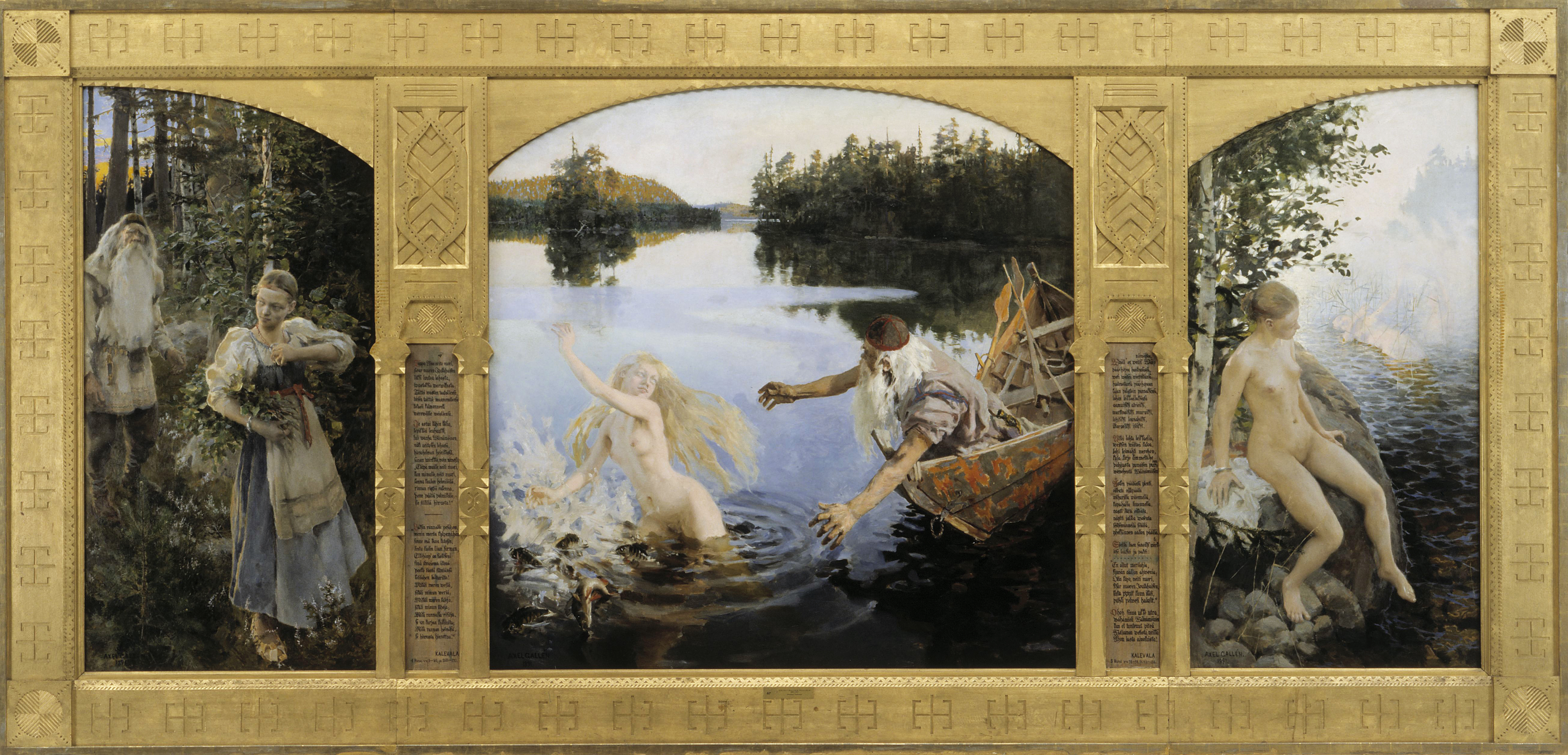
Tryptyk autorstwa Akseli Gallen-Kallela przedstawiający scenę z poematu epickiego Kalevala

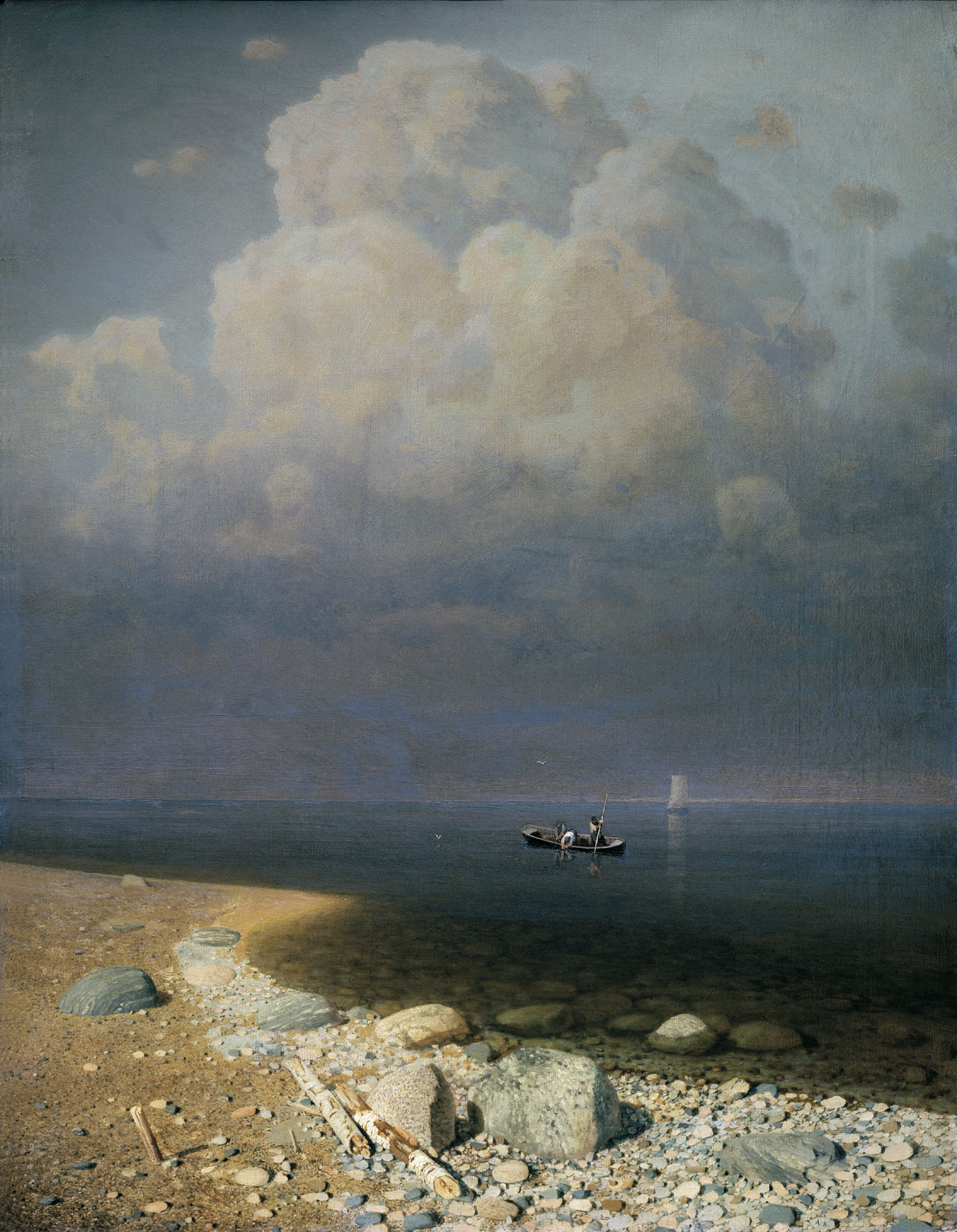
Archip Kuindży, Jezioro Ładoga, 1873

Ładoga jako miejsce, gdzie od zawsze stykali się ze sobą członkowie różnych kultur (Karelowie, Rosjanie i inni) odcisnęła również swój ślad w kulturze. Przebiegający południowym wybrzeżem szlak „Od Waregów do Greków” spowodował, częściowe wymieszanie się tych różnych kultur tworząc specyficzną mieszankę.
Niektóre wydarzenia poematu epickiego Kalevala niezwykle ważnego dla Finów dzieją się w pobliżu jeziora. Również stąd między innymi wywodzili się gawędziarze, którzy akompaniując sobie na cytrze, przekazywali runy kolejnym pokoleniom. O jednym z nich Shemeikka Petri autor Kalevali Elias Lönnrot pisał w swoich pamiętnikach „...w okolicach Suistamo nadal śpiewa o Väinämöinenie”.
Krajobraz okolic północnej Ładogi oraz samo jezioro są częstym motywem obrazów Akseli Gallen-Kallela. Jezioro Ładoga jest częstym motywem w sztuce rosyjskiej. Krajobrazy jeziora, a także widoki na wyspę Wałaam są popularne już od połowy XIX w. Znane są prace takich artystów jak Iwan Szyszkin, Archip Kuindży, Fiodor Wasiljew, Nikołaj Roerich.

## Zagrożenia i ochrona
Jezioro narażone jest na silną antropopresję. Związane jest to z eutrofizacją spowodowaną przez spływy powierzchniowe z pól uprawnych oraz ze zrzutami ścieków przemysłowych (do roku 2007 było 418 przedsiębiorstw ulokowanych w zlewni jeziora, w tym liczne z branży przemysłu petrochemicznego, chemicznego, metalurgicznego i papierniczego) – ilość ścieków komunalnych i przemysłowych trafiających do wód Ładogi wynosi rocznie odpowiednio ok. 400 mln m³ i 1400 mln m³. W południowych częściach jeziora stężenia PCB, fosforanów organicznych i niektórych metali ciężkich przekraczają dopuszczalne limity.
Zanieczyszczenie wód doprowadziło do spadku liczebności reliktów glacjalnych (Pallasea quadrispinosa) i zubożenia składu zooplanktonu (wzrost udziału wrotków). W najsilniej narażonych na antropopresję częściach jeziora (okolice Priozierska, Sortawały, Pitkaranty, zat. Wołkow) odnotowano wzrost częstości zaburzeń rozwojowych i chorób u makrofauny bezkręgowej i ryb. Stwierdzono też występowanie martwych stref przy dnie jeziora w części południowej. W związku z zanieczyszczeniem wód i konstrukcją tam wiele gatunków ryb (jesiotr zachodni, łosoś, troć jeziorna) utraciło swe miejsca lęgowe i ich pogłowie w jeziorze drastycznie zmalało.
Włączenie w jeziora w sieć kanałów i intensywny transport wodny zwiększyły zagrożenie zawleczenia potencjalnie groźnych gatunków inwazyjnych. W ostatnich latach, począwszy od obszarów narażonych na antropopresję, takich jak np. Zatoka Szczucijska w pobliżu Priozierska, zaobserwowano inwazję gatunków kosmopolitycznych i eurytopowych. Niektóre z nich zostały introdukowane świadomie, jak np. kiełż Gmelinoides fasciatus, w celu poprawy bazy pokarmowej ryb. W rezultacie jednak doprowadziło to do wypierania rodzimych gatunków bezkręgowców bentosowych, obecnie kiełż ten stanowi nawet do 70% biomasy makrozoobentosu na zachodnich i północnych wybrzeżach, i obserwuje się dalszą ekspansję tego gatunku w kierunku archipelagu Wysp Wałaamskich.

## Ochrona
Na północnym i północno-zachodnim wybrzeżu jeziora (typu szkierowego) znajduje się Park Narodowy „Ładoskie Szkiery”.
Część wybrzeża obejmuje też Niżnie-Swirskij zapowiednik (pl. rezerwat przyrody Dolny Świr).